# Marienberg
Marienberg (pronunciación en alemán: /maˈʁiːənˌbɛʁk/ⓘ) es una localidad alemana, ubicada al sur de Sajonia. Hasta agosto de 2008 era la capital del distrito de Mittlerer Erzgebirge (en español, "Distrito de los Montes Metálicos Centrales") y, desde esa fecha, forma parte del nuevo distrito de Erzgebirge. Según el censo de 2007, contaba con 14.181 habitantes.

## Evolución demográfica
| Año       | 1697  | 1815  | 1834  | 1982   | 1998   | 2006   |
| --------- | ----- | ----- | ----- | ------ | ------ | ------ |
| Población | 2 500 | 3 387 | 3 684 | 17 505 | 15 670 | 14 005 |

## Barrios
| - Ansprung - Dörfel - Gebirge - Gelobtland - Grundau - Hüttengrund | - Kühnhaide - Lauta - Lauterbach - Niederlauterstein - Pobershau - Reitzenhain | - Rittersberg - Rübenau - Satzung - Sorgau - Zöblitz |

## Personalidades
- David Pohle, compositor barroco nacido en Marienberg en 1624.

## Ciudades hermanadas
- Lingen (Alemania)
- Bad Marienberg (Alemania)
- Most (República Checa)
- Dorog (Hungría)

## Patrimonio

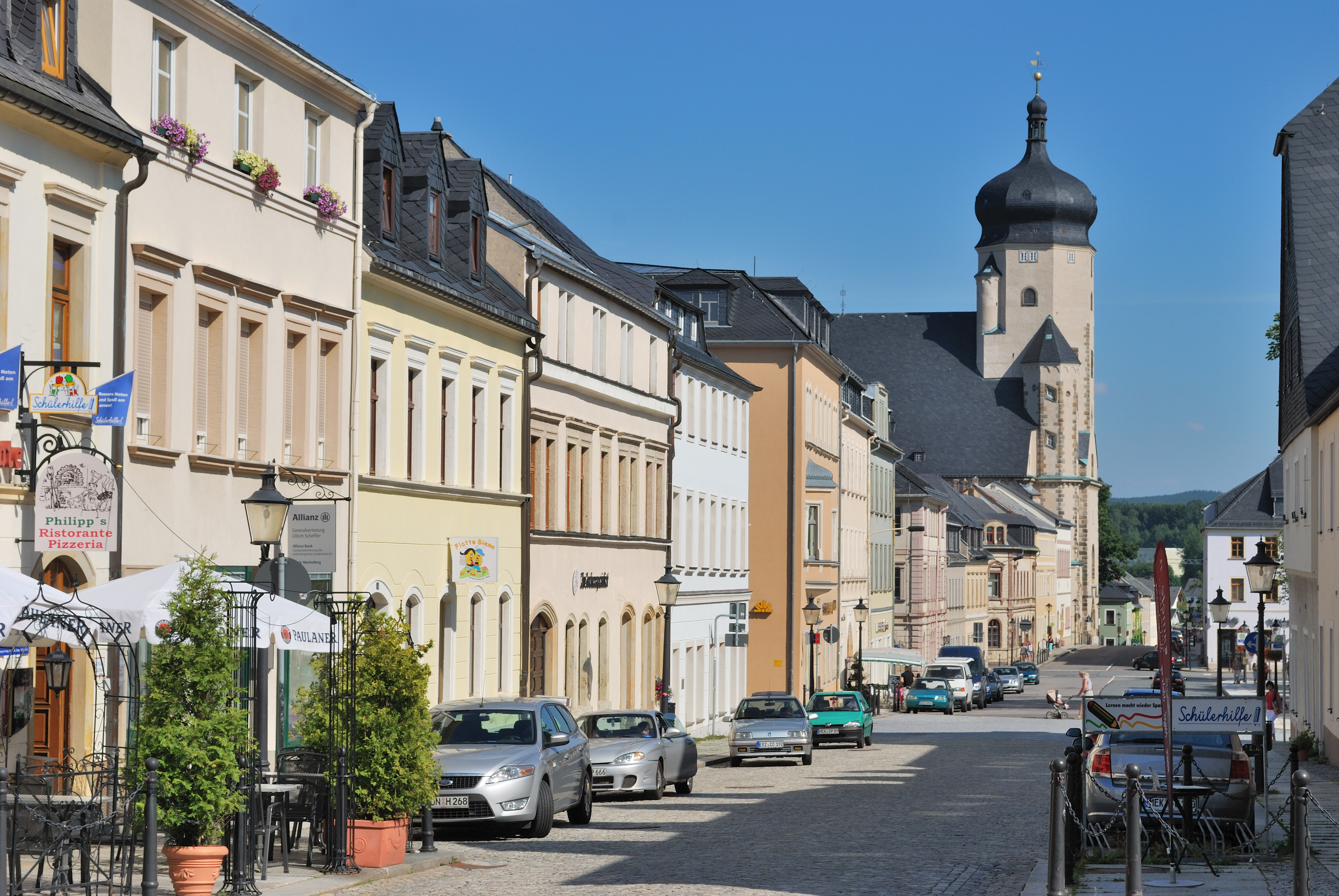
Marienberg, la Zschopauer Straße y la iglesia de St. Marien.
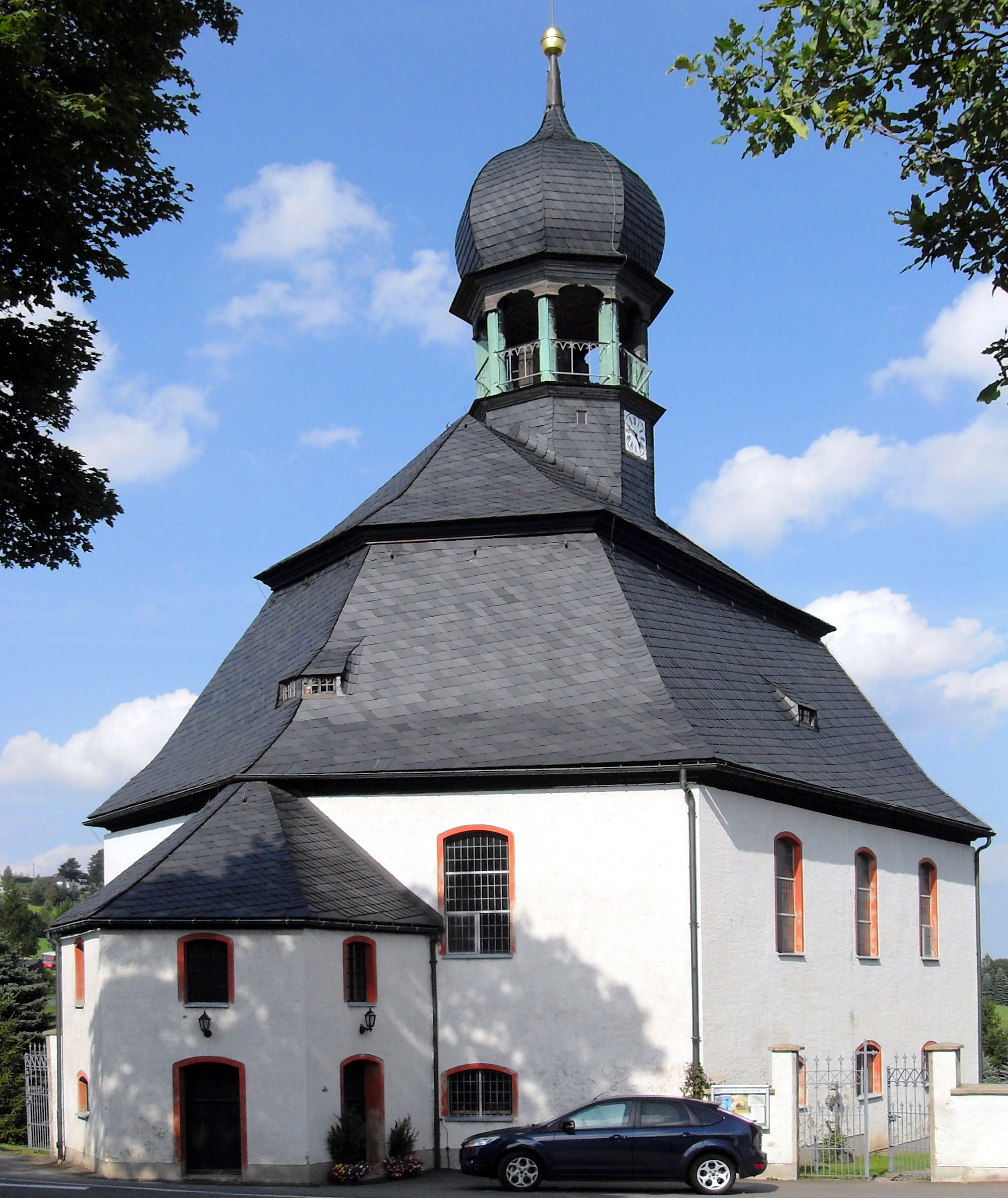
La iglesia de Marienberg-Rübenau.
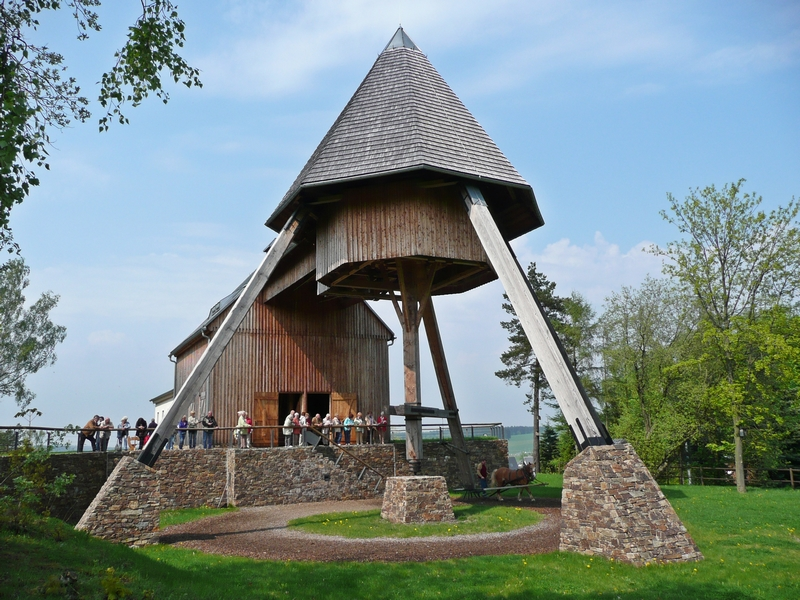
Reconstrucción de un baritel en Lauta.